# Laurent Busine
Pour les articles homonymes, voir Busine.
Laurent Busine est un historien de l'art belge né le 6 janvier 1951 à Châtelet (Belgique).
Après avoir dirigé, depuis 1978, les expositions du Palais des beaux-arts de Charleroi, il prend la direction du MAC's de janvier 2002 à février 2016,.
En octobre 2022, il conçoit l'exposition anniversaire des 20 ans du Musée des Arts Contemporains au Grand-Hornu,.

## Distinction
Officier du Mérite wallon (O.M.W.) 2016